# Стефан Петерханзел
Стефан Петерханзел (на френски: Stéphane Peterhansel) е френски скейтбордист, мотоциклетист и автомобилен състезател.

## Биография
Роден е на 6 април 1965 г. в Ешноз ла Мелин (Échenoz-la-Méline). Петерханзел, известен и с прякора Петер, е рекордьор по победи в най-тежкото автомобилно състезание в света – Рали Дакар – той има 6 победи с мотор Ямаха и 3 в автомобилния клас с Мицубиши Паджеро. Освен това е двукратен световен шампион по ендуро и шампион на Франция по скейтборд.
8-годишен, той получава от баща си първия си мотоциклет.
Петерханзел става шампион на Франция по скейтборд едва на 14 години и е взет във френския отбор за Европейското първенство. Година по-късно участва в първото си мотоциклетно състезание, но е дисквалифициран, защото още не е навършил 18 години. На 17 години решава да прекъсне обучението си и да стане професионален пилот. Баща му предлага да го спонсорира и тренира в продължение на една година, а ако кариерата му не потръгне, да го вземе във водопроводния бизнес, където той работи. През 1981 г. Петер участва във Френския ендуро шампионат. Първият му професионален договор за спонсорство е с Хускварна. Ставайки самостоятелен, Петерханзел напуска родното си място е се мести във Весул с бъдещата си съпруга Корин.
През 1988 г. е първото му участие на Рали Дакар. Финишира на 18-о място. Първородният му син Никола се ражда през 1990 г., докато Петерханзел участва на Рали Дакар. В същия ден той печели етапа и излиза начело в класирането, но дни по-късно отпада от надпреварата.
През 1991 г. печели за първи път Рали Дакар. В следващите седем години го печели още 5 пъти. Междувременно се ражда дъщеря му Мелани. През 1999 г. за първи път участва в ралито с автомобил и завършва на седмо място.

## Успехи
- 11-кратен шампион на Франция по ендуро
- 1979: шампион на Франция по скейтборд
- 1989: 4-то място в Рали Дакар
- 1990: победител в Рали Тунис и Рали Атлас
- 1991: победител в Рали Дакар (Ямаха)
- 1992: победител в Рали Дакар (Ямаха) и Рали Париж-Пекин
- 1993: победител в Рали Дакар (Ямаха)
- 1994: победител в Рали Тунис
- 1995: победител в Рали Дакар (Ямаха)
- 1996: победител в Дезерт Чалъндж
- 1997: победител в Рали Дакар (Ямаха), световен шампион по ендуро, 4-то място в Дезерт Чалъндж
- 1998: победител в Рали Дакар (Ямаха), победител в 24-те часа на Шамони, Хобедител в Рали Олимп с автомобил
- 1999: 7-о място в Рали Дакар (Нисан), победител в Рали Олимп с мотоциклет
- 2000: 2-ро място в Рали Дакар (Мега)
- 2001: 12-о място в Рали Дакар и победител в клас Т1 (Нисан), световен шампион по ендуро
- 2002: победител в Рали Тунис и Дезерт Чалъндж
- 2003: 3-то място в Рали Дакар (Мицубиши), победител в Дезерт Чалъндж, 2-ро място в Италия Баха
- 2004: победител в Рали Дакар (Мицубиши), Рали Тунис и Рали Мароко, 8-о място в Дезерт Чалъндж
- 2005: победител в Рали Дакар (Мицубиши)
- 2006: 4-то място в Рали Дакар (Мицубиши)
- 2007: победител в Рали Дакар (Мицубиши)
- 2012: победител в Рали Дакар (Мини)